# Тикю Хаккэн
Тикю Хаккэн (яп. 地球発見 Тикю: Хаккэн) — в переводе с японского означает «открытие Земли», проект, осуществляемый Японским агентством науки и технологий по изучению морских недр (Japan Agency for Marine-Earth Science and Technology, аббревиатура JAMSTEC). Целью проекта стоимостью полмиллиарда долларов, является впервые пробурить семь километров под морским дном и достичь земной мантии; это в три раза глубже, чем была пробурена до этого скважина глубиной 2111 м под дном океана американским буровым судном «JOIDES Resolution».
Для достижения мантии японские учёные решили бурить морское дно несмотря на дополнительные сложности подводного бурения. Земная кора на дне океана гораздо тоньше. Проект преследует достижение нескольких целей: добыть вещество мантии и доставить его на поверхность; разведать залежи полезных ископаемых; измерить напряжения на границе тектонических плит около Японии, часто приводящие к землетрясениям; уточнить нижнюю границу биосферы. Хотя планируемая глубина скважины значительно меньше, чем Кольская сверхглубокая скважина (она имеет глубину 12 км), научные результаты ожидаются более значимыми. Рекордное бурение предполагается осуществить в 600 км к юго-западу от Токио.

## Международное сотрудничество
В проекте также участвуют США, Европейский союз, Китай и Южная Корея.

## Технологии и оборудование
Под проект было разработано и построено буровое судно Chikyu («Тикю»), воплотившее много новых технологий и оборудования. «Тикю» — это совместное детище «Mitsui Engineering & Shipbuilding» и «Mitsubishi Heavy Industries». После окончания постройки 29 июля 2005 года судно было передано владельцу (JAMSTEC). Некоторые технические характеристики приведены в таблице.
| Характеристика                                                                  | Показатель                                                          |
| Судно                                                                           | Судно                                                               |
| ------------------------------------------------------------------------------- | ------------------------------------------------------------------- |
| Длина                                                                           | 210 м                                                               |
| Ширина                                                                          | 38 м                                                                |

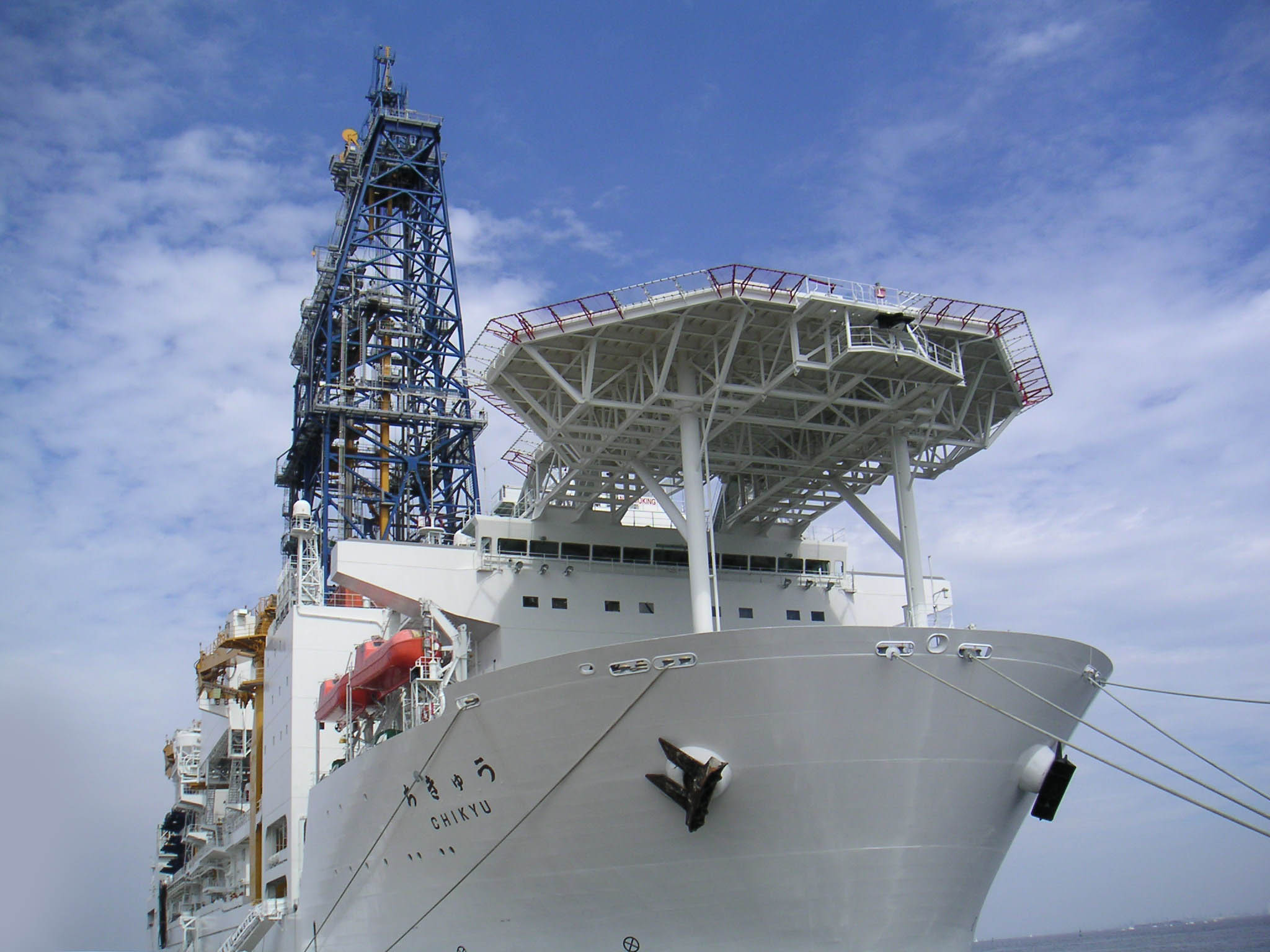
Буровое судно Chikyu («Тикю»)

| Высота (от дна судна с буровой вышкой)                                          | 130 м                                                               |
| Высота борта                                                                    | 16,2 м                                                              |
| Осадка                                                                          | 9,2 м                                                               |
| Общий тоннаж                                                                    | 57 тыс. т                                                           |
| На судне располагается                                                          | 100 чел. – экипаж, 50 – научных сотрудников                         |
| Максимальная крейсерская скорость                                               | 12 узлов                                                            |
| Вертолётная площадка                                                            | Способна принимать тяжёлые вертолёты, берущие на борт до 30 человек |
| Буровое оборудование                                                            |                                                                     |
| Система бурения                                                                 | Райзерная и безрайзерная                                            |
| Возможность бурения при максимальной глубине воды (с помощью райзерной системы) | 2500 м                                                              |
| Длина буровой колонны                                                           | 10000 м                                                             |
| Превенторная установка:                                                         |                                                                     |
| — вес                                                                           | 380 т                                                               |
| — высота                                                                        | 14,5 м                                                              |
| — давление                                                                      | 103 МПа                                                             |
| Райзерная труба:                                                                |                                                                     |
| — длина                                                                         | 27 м                                                                |
| — диаметр                                                                       | ок. 50 см                                                           |
| Буровая труба:                                                                  |                                                                     |
| — длина                                                                         | 9,5 м                                                               |
| — диаметр                                                                       | 13—14 см                                                            |
| Вышка:                                                                          |                                                                     |
| — высота                                                                        | 70,1 м                                                              |
| — ширина основания                                                              | 18,3 м                                                              |
| — длина основания                                                               | 21,9 м                                                              |
| — грузоподъёмность                                                              | 1250 т                                                              |
| Лебёдка:                                                                        |                                                                     |
| — грузоподъёмность                                                              | 1250 т                                                              |
| — мощность                                                                      | 5000 л. с. (3728 кВт)                                               |